# Мисс мира 1954
Мисс мира 1954 (англ. Miss World 1954) — 4-й ежегодный конкурс красоты, прошедший 18 октября 1954 года в театре «Лицеум» в Лондоне, Великобритания. 16 участниц боролись за корону. Победила Антигона Костанда, представлявшая Египет.

## Результаты
| Финальный результат | Участница                    |
| ------------------- | ---------------------------- |
| Мисс мира 1954      | - Египет — Антигона Костанда |
| 1-я вице-мисс       | - США — Карин Халтман        |
| 2-я вице-мисс       | - Греция — Эфи Мела          |
| 3-я вице-мисс       | - Франция — Клодин Блёз      |
| 4-я вице-мисс       | - ФРГ — Фрауке Вальтер       |
| 5-я вице-мисс       | - Дания — Грете Хоффенблад   |

## Участницы

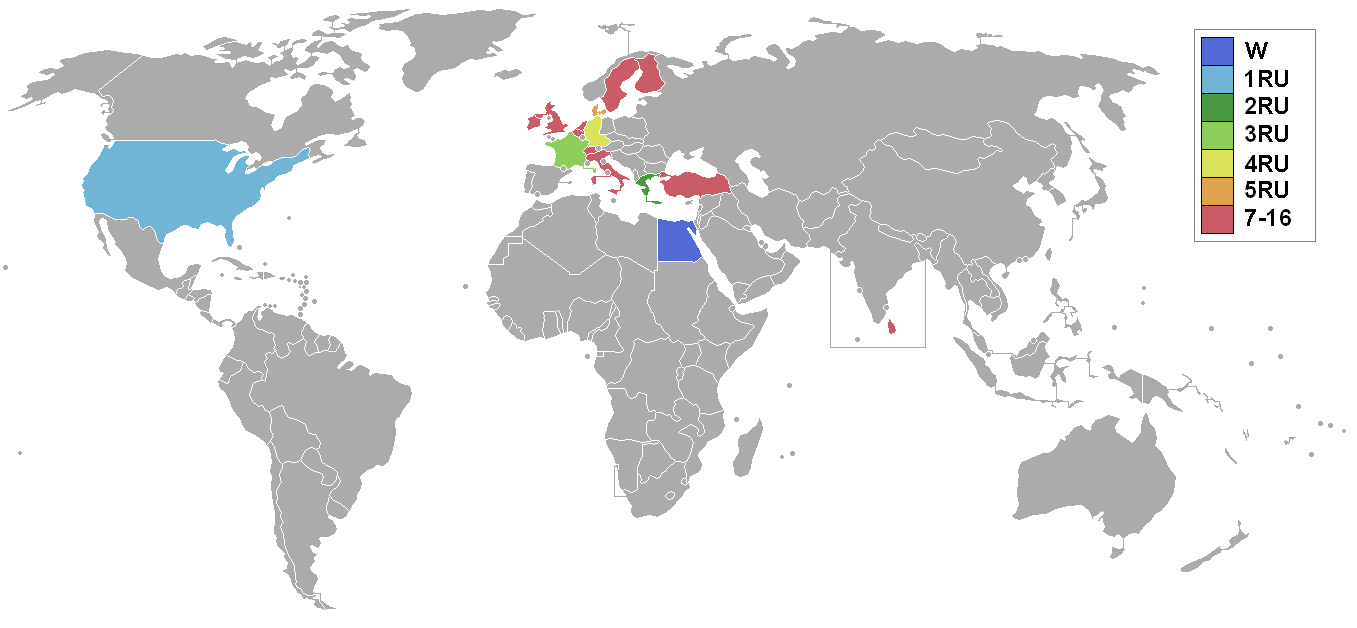
Страны и территории, участвовавшие в конкурсе

| Страна         | Фото | Участница                               | Дата рождения | Родной город |
| -------------- | ---- | --------------------------------------- | ------------- | ------------ |
| Бельгия        |      | Нелли Дехем (Nelly Elvire Dehem)        |               |              |
| Великобритания |      | Патрисия Батлер (Patricia Butler)       |               |              |
| Греция         |      | Эфи Мела (Efi Mela)                     |               |              |
| Дания          |      | Грете Хоффенблад (Grete Hoffenblad)     |               |              |
| Египет         |      | Антигона Костанда (Antigone Costanda)   |               |              |
| Ирландия       |      | Конни Роджерс (Connie Rodgers)          |               |              |
| Италия         |      | Кристина Фантони (Cristina Fantoni)     |               |              |
| Нидерланды     |      | Конни Хартефельд (Conny Harteveld)      |               |              |
| США            |      | Карин Халтман (Karin Hultman)           |               |              |
| Турция         |      | Сибель Гёксель (Sibel Göksel)           |               |              |
| Финляндия      |      | Ивонне де Брюн (Yvonne de Bruyn)        |               |              |
| Франция        |      | Клодин Блёз (Claudine Bleuse)           |               |              |
| ФРГ            |      | Фрауке Вальтер (Frauke Walther)         |               |              |
| Цейлон         |      | Жаннетт де Йонк (Jeannette de Jonk)     |               |              |
| Швейцария      |      | Клодин Буллер (Claudine Buller)         |               |              |
| Швеция         |      | Маргарета Вестлинг (Margareta Westling) |               |              |

### Вернувшиеся и дебютировавшие страны
- Бельгия, Италия и Турция участвовали в первый раз.
- Ирландия последний раз участвовала в конкурсе «Мисс мира 1952».

### Дополнительно
- Незадолго до начала конкурса Израиль отозвал кандидатуру своей представительницы Малки Розенблат (1-я вице-мисс Израиль 1954), так как выяснилось, что она была замужем[1].
- Представительницы Нидерландов (Конни Хартефельд) и Финляндии (Ивонне де Брюн) были участницами конкурса «Мисс Европа» 1954 года. На континентальном состязании Ивонне де Брюн заняла третье место, Конни Хартефельд в финал не прошла[2].